# Gonçalo Malheiro
Gonçalo Pinto de Mesquita Viegas Malheiro (Oporto, 11 de mayo de 1978) es un exjugador portugués de rugby que se desempeñaba como apertura. Actualmente ejerce su profesión de ingeniero civil.

## Carrera
Malheiro jugó con los Lobos donde marcó doce goles de drop, por lo que se encuentra en la lista de los máximos anotadores de drops en test matches. Además tiene el honor de ser el único portugués en ser convocado a los Barbarians.

## Selección nacional
Fue convocado a su seleccionado por primera vez en abril de 1998 para enfrentar a Marruecos, tuvo regularidad en el equipo y disputó su último partido en diciembre de 2007 ante los Stejarii. En total jugó 40 partidos y marcó 279 puntos.

### Participaciones en Copas del Mundo
Por el gran trabajo del entrenador argentino Daniel Hourcade, los Lobos se clasificaron por primera y hasta ahora única vez a una Copa del Mundo: Francia 2007. En aquel torneo Portugal fue eliminado en la fase de grupos.
| Mundial                       | Sede    | Resultado    | PJ | Pts |
| ----------------------------- | ------- | ------------ | -- | --- |
| Copa Mundial de Rugby de 2007 | Francia | Primera fase | 2  | 6   |

## Palmarés
- Campeón de la European Nations Cup de 2003-04.
- Campeón del Campeonato portugués de rugby de 2009-10, 2010-11 y 2012-13.